# Cao Bằng (provins)
Cao Bang (på vietnamesiska Cao Bằng) är en provins i norra Vietnam. Den gränsar till Kina i norr. Provinsen består av stadsdistriktet Cao Bang (huvudstaden) och tolv landsbygdsdistrikt: Bao Lac, Bao Lam, Ha Lang, Ha Quang, Hoa An, Nguyen Binh, Phuc Hoa, Quang Uyen, Thach An, Thong Nong samt Trung Khanh.